# Systémová biologie

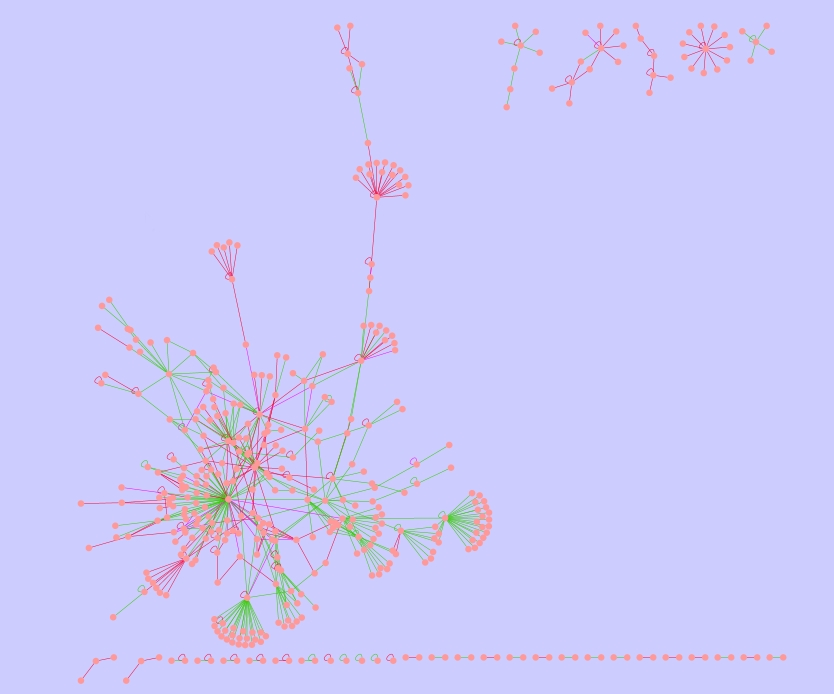
Operonová regulační síť E. coli.

Systémová biologie je vědecký směr v biologii silně využívající přístupy dalších věd, především biochemie, chemie, informatiky a matematiky. Zabývá se studiem biologických funkcí a mechanizmů vzniklých následkem komplexních interakcí v biologických systémech.
Základní myšlenkou je komplexní pohled, opak redukcionismu (který je převládajícím paradigmatem například v molekulární biologii), tedy předpoklad, že systém je víc než součet jeho částí. Organismus či jeho část (tkáň, buňka, organela) je chápán jako komplexní systém. Předmětem zájmu jsou potom interakce mezi komponentami tohoto systému a jeho emergentní vlastnosti, tedy takové, které nemohou být vysvětleny pouze na základě součtu vlastností komponent.
Systémová biologie pracuje s velkým množstvím biologických dat, začala se prudce rozvíjet po roce 2000 následkem rozvoje technologií pro získávání genomických a proteomických dat a zvýšení výkonu počítačů.
Systémová biologie často pracuje s modely, které jsou vytvářeny matematickými a informatickými přístupy na základě biologických dat, jejichž vlastnosti jsou posléze porovnávány s vlastnostmi živých systémů. Proto vyžaduje úzký kontakt znalostí z několika oborů.

## Modely v systémové biologii
Cílem modelování je vytvořit takový model biologického systému, na kterém bude možno provádět in silico experimenty. Modelují se různé pohledy na organismus a jeho části. Předmětem zájmu jsou především:
- genové regulační sítě
- transdukce signálů
- sítě metabolických drah

Existuje mnoho v praxi používaných přístupů k modelování a nové jsou stále vyvíjeny. Toto jsou některé z nich:
- booleovské sítě
- Petriho sítě
- soustavy diferenciálních rovnic
- různé druhy automatů

## Vědecké časopisy
- BMC Systems Biology
- Molecular Systems Biology
- Systems and Synthetic Biology